# April in Paris
«April in Paris» — песня, которую написали композитор Вернон Дюк и поэт-песенник Йип Харбург для своего музыкальногро ревю Walk a Little Faster. Премьера постановки состоялась на Бродвее в 1933 году. Данное ревю продержалось в театре только один сезон, а вот песня стала очень популярной.
Впервые песню исполнила на сцене Эвелин Хоуи, игравшая главную роль в оригинальной бродвейской постановке.

## Другие версии
Песню записывали множество джазовых исполнителей, в том числе Луи Армстронг, Элла Фицджеральд, Каунт Бейси, Билли Холидей, Телониус Монк, Фрэнк Синатра, Дайна Шор.
Кроме того, эту песню часто исполняют дуэтом.
Песня дала название американскому музыкальному фильму «Апрель в Париже» с Дорис Дэй и Рэем Болджером в главных ролях. В этом фильме её поет бродвейская хористка и модель Этель С. Джексон, которую играет Дорис Дэй.